# Cypholophus anisoneurus
Cypholophus anisoneurus är en nässelväxtart som först beskrevs av Guillaum., och fick sitt nu gällande namn av Ib Friis och Wilmot-dear. Cypholophus anisoneurus ingår i släktet Cypholophus och familjen nässelväxter. Inga underarter finns listade i Catalogue of Life.